# 太田西ノ内病院
一般財団法人太田綜合病院附属太田西ノ内病院（おおたそうごうびょういんふぞくおおたにしのうちびょういん）は、福島県郡山市にある医療機関。福島県内で最大規模の病院の一つである。医療機関コードは、0312356。県中医療圏の災害拠点病院であり、地域がん診療連携拠点病院、エイズ治療拠点病院、救命救急センターなどの機能を有し、県中医療圏、県南医療圏及び相双医療圏の高度医療を提供する病院として機能している。病院の基本理念は「生命の尊厳・平等な人間愛」。

## 沿革
- 1895年8月 - 太田三郎、郡山市に医院（本院）を開設。
- 1949年12月 - 創設者太田三郎、死去。
- 1951年6月 - 本院、太田綜合病院と改称。
- 1951年10月 - 組織が財団法人太田綜合病院となる。
- 1954年5月 - 郡山市菜根に附属さが乃病院開設。
- 1962年12月 - 郡山市安積町笹川に附属ささはら病院開設。
- 1975年10月7日 - ささはら病院、西ノ内に移転。
- 1981年7月 - さが乃病院をささはら病院に移転して閉鎖、ささはら病院を太田西ノ内病院に改称。
- 1989年9月 - 第3期増改築工事竣工、救命救急センターを本院より太田西ノ内病院へ移設。
- 1989年10月 - 太田綜合病院（本院）を太田記念病院に、熱海総合病院を太田熱海病院に改称。
- 1996年7月 - エイズ治療拠点病院の指定を受ける。
- 1996年11月 - 地域災害医療センター（災害拠点病院）の指定を受ける。
- 2002年3月 - 第4期増築工事竣工。
- 2007年1月31日 - 地域がん診療連携拠点病院の指定を受ける。
- 2009年3月 - 太田記念病院閉院。周辺の星総合病院と寿泉堂綜合病院は旧病院の解体・再開発計画がでてる一方、太田記念病院の建物は2022年現在も解体されず廃墟と化したままとなっている。

## 診療センター
- 救命救急センター
- 循環器病センター
- 糖尿病センター
- 血液疾患センター
- 消化器センター
- 呼吸器センター
- 総合睡眠医療センター
- 周産期センター
- 熱傷センター
- 腫瘍センター
- リハビリテーションセンター
- 脳神経センター
- 神経精神センター

## 診療科
- 総合診療科
- 腎臓内科
- 神経内科
- 心療内科
- リウマチ／膠原病科
- 糖尿科
- 血液内科
- 呼吸器科
- 消化器科
- 循環器科
- 小児科
- 外科
- 脳神経外科
- 心臓血管外科
- 呼吸器外科
- 小児外科
- 形成外科／美容外科
- 皮膚科
- 泌尿器科
- 整形外科
- リハビリテーション科
- 眼科
- 耳鼻咽喉科
- 産婦人科
- 精神科
- 放射線科
- 麻酔科
- 歯科
- 緩和ケア外来

## 医療機関の指定等
- 保険医療機関
- 救急告示医療機関
- 労災保険指定医療機関
- 指定自立支援医療機関（更生医療・育成医療・精神通院医療）
- 身体障害者福祉法指定医の配置されている医療機関
- 精神保健及び精神障害者福祉に関する法律（昭和25年法律第123号）に基づく指定病院又は応急入院指定病院
- 精神保健指定医の配置されている医療機関
- 生活保護法指定医療機関
- 医療保護施設
- 結核指定医療機関
- 特定疾患治療研究事業委託医療機関
- 指定養育医療機関
- 戦傷病者特別援護法指定医療機関
- 原子爆弾被害者医療指定医療機関
- 原子爆弾被害者一般疾病医療取扱医療機関
- 災害拠点病院
- 救命救急センター
- 臨床研修指定病院
- がん診療連携拠点病院
- エイズ治療拠点病院
- 小児慢性特定疾患治療研究事業委託医療機関
- 第二種感染症指定医療機関
- 地域周産期母子医療センター
- 公害医療機関
- 母体保護法指定医の配置されている医療機関

## 院内施設
- 福島県立須賀川支援学校郡山分校（財）太田綜合病院訪問学級
- ファミリーハウス桔梗
- 銀行ATM
  - みずほ銀行（旧富士銀行時代から設置、県内唯一の同行店舗外ATMである。）
  - 東邦銀行
  - 福島銀行
  - 郡山信用金庫

なお、郡山市本店の大東銀行ATMは設置されていない。

## 関連施設
- 太田熱海病院（福島県郡山市熱海町熱海5-240）
- 介護老人保健施設桔梗（福島県郡山市熱海町玉川字万海田46-7）
- 太田看護専門学校（福島県郡山市緑町26番地14号）

## 交通アクセス
- JR東日本東北本線郡山駅西口より福島交通バスコスモス循環線・あすなろ循環線・福祉センター経由静団地線・西の内経由大槻線等で太田西の内病院前下車。
- 郡山駅西口・郡山ビューホテルアネックス前より無料シャトルバスあり。